# Labahitha sundaica
Espèce
Synonymes
- Filistata sundaica Kulczyński, 1908

Labahitha sundaica est une espèce d'araignées aranéomorphes de la famille des Filistatidae.

## Distribution
Cette espèce est endémique de Java en Indonésie.

## Description
La carapace de la femelle holotype mesure 1,5 mm de long sur 1,2 mm et l'abdomen 2,7 mm de long sur 1,8 mm.

## Systématique et taxinomie
Cette espèce a été décrite sous le protonyme Filistata sundaica par Kulczyński en 1908. Elle est placée dans le genre Pritha par Lehtinen en 1967 puis dans le genre Labahitha par Magalhaes, Berry, Koh et Gray en 2022.

## Étymologie
Son nom d'espèce lui a été donné en référence au lieu de sa découverte, les îles de la Sonde.

## Publication originale
- Kulczyński, 1908 : « Symbola ad faunam Aranearum Javae et Sumatrae cognoscendam. I. Mygalomorphae et Cribellatae. » Bulletin International de l'Academie des Sciences de Cracovie, vol. 1908, p. 527-581.